# Peter Andruška
Peter Andruška (17. července 1943 Trnovec nad Váhom, Slovensko – 22. září 2024) byl slovenský básník, prozaik a kritik.

## Život
Narodil se v řemeslnické rodině, vzdělání získal v Šaľe a v letech 1962–1966 na pedagogické fakultě v Nitře. Pracoval jako učitel v Šaľe, od roku 1972 byl redaktorem ve Slovenských pohledech, od roku 1979 byl jejich šéfredaktorem. V letech 1987–1996 byl tajemníkem v několika organizacích, naposledy působil na univerzitě v Nitře.

## Tvorba
Jeho první literární pokusy začaly vznikat už během jeho studia na vysoké škole. Své první básnické i prozaické pokusy uveřejňoval několika časopisech, ale i v denním tisku. První literární dílo mu bylo vydáno až roku 1971. V poezii se soustředí na motivy lásky, domova, harmonizaci lidských vztahů nebo poetizování drobných krás života. Jeho prózy se vyznačují vypravěčskou disciplínou a tvarovou čistotou. Mezi tématy se objevuje analýza citových vztahů, sociální a psychologická stránka lidských vztahů a až téměř moralizování, analýza společenského vývoje, současné dění, ale také kritika a poukazování na negativní společenské jevy, např. kariérismus, korupci atd.

## Dílo

### Próza
- 1971 – Evanjelium podľa človeka, prozaická prvotina
- 1973 – Cesta pod borovicami, novely o vojenském životě
- 1974 – Hodiny s kukučkou, rodinný román z jihoslovenské vesnice
- 1974 – Zaspievaj, chvíľa, novela ze školního prostředí
- 1976 – Pamäť srdca, z období SNP
- 1977 – Horúce letá, soubor povídek
- 1979 – Za horami je môj domov, přepracované Pamäť srdca
- 1979 – Hrádze, román o dunajské povodni z roku 1965
- 1983 – Villon na návšteve, soubor povídek
- 1985 – Lepší ľudia, detektivní román
- 1986 – Nevkročíš do raja, román o krizových letech 1967 – 1968
- 1987 – Potomok, román
- 1990 – Nočná jazda, detektivní román
- 1993 – Meritov prípad, detektivní román
- 1995 – Cirkusová sezóna, novela
- 1996 – Nebola to Hirošima, novela

### Poezie
- 1971 – Labutia púť, básnická sbírka
- 1976 – Ruka a kvet, básnická sbírka

### Tvorba pro mládež
- 1978 – Nepoviem nikomu, novela ze základní školy
- 1980 – Dvaja zo strieborného lesa, prázdninový románek

### Jiná díla
- 1994 – Literárna tvorba Slovákov z Dolnej zeme, monografie